# Étalement de spectre

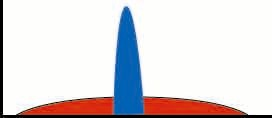
Représentation graphique de l'étalement de spectre avec la longueur d'onde en abscisse et l'amplitude du signal en ordonnée.

Les techniques d'étalement de spectre sont des méthodes de transmission de signaux (sur ondes hertziennes) dans lesquelles l'énergie émise avec une ou plusieurs harmoniques est délibérément étalée ou distribuée dans le domaine fréquentiel.

## Télécommunications avec étalement de spectre
C’est une technique de transmission radioélectrique dans laquelle un signal est transmis sur une largeur spectrale plus grande que l’ensemble des fréquences qui composeraient le signal original si celui-ci était transmis par des méthodes classiques de modulation.
Cette technique diminue le risque d’interférences avec d’autres signaux parasites tout en garantissant une certaine confidentialité[réf. souhaitée]. L’étalement de spectre utilise généralement une séquence PN (en) pseudo aléatoire créée par une porte logique xor (ou exclusif), pour étaler le signal de bande étroite en un signal de relative large-bande. Le récepteur récupère le signal original en corrélant le signal reçu avec une réplique de cette séquence.
À l’origine (pendant la Seconde Guerre mondiale) cette méthode avait deux motivations : en premier, résister aux efforts des ennemis pour brouiller le signal, puis dissimuler la communication elle-même. De nos jours l'aspect partage d'une même fréquence par plusieurs utilisateurs (accès multiple) est une de ses principales applications. Par ailleurs, l'étalement de spectre DSSS facilite les transmissions numériques dans les cas d'interférences par trajets multiples.
Le saut de fréquence (FHSS), l'étalement par séquence directe, l’étalement par pseudo-bruit (en utilisant des séquences de pseudo-bruit), le chirp, et les combinaisons de ces techniques sont des formes d’étalement de spectre. L’ultra wideband (UWB) est une autre technique de modulation qui obtient le même résultat en transmettant des impulsions de très courte durée. Certaines versions anciennes (IEEE 802.11b) du standard (Wi-Fi) utilisent le DSSS pour leur interface radio, d'autres réseaux locaux radio (Bluetooth) utilisent le FHSS.
Apparue avant la Seconde Guerre mondiale grâce aux recherches de la célèbre actrice Hedy Lamarr et de son ami compositeur, George Antheil, cette technique est réapparue dans les années 1960. Elle est par exemple utilisée par les systèmes de positionnement par satellites (GPS, GLONASS...), les liaisons chiffrées militaires, les communications de la navette spatiale avec le sol, et dans certaines versions des liaisons sans fil Wi-Fi et Bluetooth.